# Crescent (album de Gackt Camui)
 (juillet 2019).
Pour les articles homonymes, voir Crescent.
Albums de Gackt Camui
Moon
(2002) The Sixth Day: Single Collection
(2004)
Singles
1. Kimi ga Oikaketa Yume
Sortie : 19 mars 2003
2. Tsuki no Uta
Sortie : 11 juin 2003
3. Last Song
Sortie : 12 novembre 2003

Crescent est le cinquième album du chanteur japonais Gackt Camui, sorti le 3 décembre 2003. Il est lié à son album précédent, Moon et contient les livrets des deux albums (car il n'y en avait pas dans Moon). Cet album contient également un duo avec le chanteur de L'Arc-en-Ciel, Hyde (la chanson s'intitule Orenji no Taiyou). Ce dernier a joué avec Gackt dans le film Moon Child, sorti en 2003.

## Liste des titres
| No  | Titre                        | Durée |
| --- | ---------------------------- | ----- |
| 1.  | Dybbuk                       | 3:28  |
| 2.  | Mind Forest                  | 4:25  |
| 3.  | Tsuki no Uta                 | 4:47  |
| 4.  | Kimi Ga Matte Iru Kara       | 4:17  |
| 5.  | Solitary                     | 3:22  |
| 6.  | Hoshi no Suna                | 4:23  |
| 7.  | Lust for Blood               | 5:11  |
| 8.  | White Eyes                   | 3:45  |
| 9.  | Kimi Ga Oikaketa Yume        | 4:21  |
| 10. | Last Song                    | 5:19  |
| 11. | Birdcage                     | 5:17  |
| 12. | Orenji no Taiyou (avec Hyde) |       |